# Rapatea paludosa
Rapatea paludosa là một loài thực vật có hoa trong họ Rapateaceae. Loài này được Aubl. miêu tả khoa học đầu tiên năm 1775.